# إميليو غراو سالا
إميليو غراو سالا (بالإسبانية: Emilio Grau Sala)‏ هو رسام إسباني، ولد في 22 يونيو 1911 في برشلونة في إسبانيا، وتوفي في 21 يونيو 1975 في باريس في فرنسا.